# Pineview
Pineview és una població dels Estats Units a l'estat de Geòrgia. Segons el cens del 2000 tenia 532 habitants.

## Demografia
Segons el cens del 2000, Pineview tenia 532 habitants, 185 habitatges, i 120 famílies. La densitat de població era de 104,8 habitants/km².
Dels 185 habitatges en un 30,3% hi vivien nens de menys de 18 anys, en un 28,6% hi vivien parelles casades, en un 29,2% dones solteres, i en un 34,6% no eren unitats familiars. En el 33,5% dels habitatges hi vivien persones soles el 15,7% de les quals corresponia a persones de 65 anys o més que vivien soles. El nombre mitjà de persones vivint en cada habitatge era de 2,45 i el nombre mitjà de persones que vivien en cada família era de 3,1.
Per edats la població es repartia de la següent manera: un 26,1% tenia menys de 18 anys, un 7,5% entre 18 i 24, un 20,3% entre 25 i 44, un 20,5% de 45 a 60 i un 25,6% 65 anys o més.
L'edat mediana era de 42 anys. Per cada 100 dones de 18 o més anys hi havia 69,4 homes.
La renda mediana per habitatge era de 17.850 $ i la renda mediana per família de 19.904 $. Els homes tenien una renda mediana de 22.250 $ mentre que les dones 17.292 $. La renda per capita de la població era d'11.914 $. Entorn del 34,9% de les famílies i el 38,4% de la població estaven per davall del llindar de pobresa.

## Poblacions més properes
El següent diagrama mostra les poblacions més properes.